# Johannes Flum
Johannes Flum (Waldshut, 14 dicembre 1987) è un allenatore di calcio ed ex calciatore tedesco, di ruolo centrocampista, coordinatore talenti del Friburgo II.

## Carriera

### Club
Ha giocato nella prima e nella seconda divisione tedesca.

### Nazionale
Ha giocato nella nazionale tedesca Under-20.

## Palmarès

### Club

#### Competizioni nazionali
- Campionato tedesco di seconda divisione: 1

Friburgo: 2008-2009